# Rally de Montecarlo de 2002
El Rally de Montecarlo de 2002 fue la edición 70.ª y la primera ronda de la temporada 2002 del Campeonato Mundial de Rally. Se celebró del 18 al 20 de enero y contó con un itinerario de quince tramos disputados sobre asfalto y nieve que sumaban un total de 388.38 km cronometrados.
El rally fue ganado inicialmente por Sébastien Loeb a bordo de un Citroën Xsara WRC en su segunda participación en la prueba, pero fue penalizado con dos minutos por un cambio de neumáticos ilegal, con lo que bajó a la segunda plaza. La victoria fue para Tommi Makinen que obtenía así su cuarta victoria consecutiva en Montecarlo. Tercero fue Carlos Sainz con un Ford Focus WRC.

## Itinerario y ganadores
| Día                 | Tramo | Hora  | Nombre                           | Distancia | Ganador        | Tiempo    | Vel. media | Líder rally    |
| ------------------- | ----- | ----- | -------------------------------- | --------- | -------------- | --------- | ---------- | -------------- |
| Día 1 (18 de enero) | 1     | 9:48  | Selonnet - Turriers 1            | 28,74 km  | Carlos Sainz   | 17:54.3   | 96,31 km/u | Carlos Sainz   |
| Día 1 (18 de enero) | 2     | 11:06 | Sisteron - Thoard 1              | 36,73 km  | Cancelado      | Cancelado | Cancelado  | Carlos Sainz   |
| Día 1 (18 de enero) | 3     | 13:39 | Selonnet - Turriers 2            | 28,74 km  | Petter Solberg | 17:15.9   | 99,88 km/u | Tommi Mäkinen  |
| Día 1 (18 de enero) | 4     | 14:57 | Sisteron - Thoard 2              | 36,73 km  | Sébastien Loeb | 23:41.1   | 93,05 km/u | Sébastien Loeb |
| Día 1 (18 de enero) | 5     | 18:25 | Puget - Toudon 1                 | 26,76 km  | Sébastien Loeb | 17:44.7   | 90,48 km/u | Sébastien Loeb |
|                     |       |       |                                  |           |                |           |            | Sébastien Loeb |
| Día 2 (19 de enero) | 6     | 10:08 | Villars Sur Var 1                | 12,08 km  | Petter Solberg | 9:44.5    | 74,40 km/u | Sébastien Loeb |
| Día 2 (19 de enero) | 7     | 10:51 | Puget - Toudon 2                 | 26,76 km  | Sébastien Loeb | 17:30.7   | 91,69 km/u | Sébastien Loeb |
| Día 2 (19 de enero) | 8     | 13:49 | Coaraze - Loda 1                 | 23,05 km  | Tommi Mäkinen  | 15:56.5   | 86,74 km/u | Sébastien Loeb |
| Día 2 (19 de enero) | 9     | 14:32 | La Bollène - Turini - Moulinet 1 | 23,47 km  | Tommi Mäkinen  | 15:58.6   | 88,14 km/u | Sébastien Loeb |
| Día 2 (19 de enero) | 10    | 18:09 | Coaraze - Loda 2                 | 23,05 km  | Sébastien Loeb | 16:08.2   | 85,71 km/u | Sébastien Loeb |
| Día 2 (19 de enero) | 11    | 18:56 | La Bollène - Turini - Moulinet 2 | 23,47 km  | Tommi Mäkinen  | 16:21.4   | 86,09 km/u | Sébastien Loeb |
|                     |       |       |                                  |           |                |           |            | Sébastien Loeb |
| Día 3 (20 de enero) | 12    | 9:13  | Sospel - La Bollène 1            | 32,85 km  | Petter Solberg | 22:38.4   | 87,06 km/u | Sébastien Loeb |
| Día 3 (20 de enero) | 13    | 10:08 | Loda - Lucéram 1                 | 16,55 km  | Sébastien Loeb | 12:03.9   | 82,30 km/u | Sébastien Loeb |
| Día 3 (20 de enero) | 14    | 12:33 | Sospel - La Bollène 2            | 32,85 km  | Petter Solberg | 22:02.2   | 89,44 km/u | Sébastien Loeb |
| Día 3 (20 de enero) | 15    | 13:28 | Loda - Lucéram 2                 | 16,55 km  | Petter Solberg | 11:52.7   | 83,60 km/u | Sébastien Loeb |

## Clasificación final
| Pos. | N.º | Piloto            | Copiloto         | Automóvil               | Tiempo    | Diferencia | Puntos |
| WRC  | WRC | WRC               | WRC              | WRC                     | WRC       | WRC        | WRC    |
| ---- | --- | ----------------- | ---------------- | ----------------------- | --------- | ---------- | ------ |
| 1.   | 10  | Tommi Mäkinen     | Kaj Lindström    | Subaru Impreza WRC2001  | 3:59.30,7 | 0.00       | 10     |
| 2.   | 21  | Sébastien Loeb    | Daniel Elena     | Citroën Xsara WRC       | 4:00.44,8 | + 1.14,1   | 6      |
| 3.   | 4   | Carlos Sainz      | Luis Moya        | Ford Focus RS WRC 02    | 4:00.46,4 | + 1.15,7   | 4      |
| 4.   | 5   | Colin McRae       | Nicky Grist      | Ford Focus RS WRC 02    | 4:01.28,7 | + 1.58,0   | 3      |
| 5.   | 2   | Marcus Grönholm   | Timo Rautiainen  | Peugeot 206 WRC         | 4:01.38,1 | + 2.07,4   | 2      |
| 6.   | 11  | Petter Solberg    | Phil Mills       | Subaru Impreza WRC2001  | 4:02.00,3 | + 2.29,6   | 1      |
| 7.   | 3   | Gilles Panizzi    | Hervé Panizzi    | Peugeot 206 WRC         | 4:02.50,8 | + 3.20,8   |        |
| 8.   | 1   | Richard Burns     | Robert Reid      | Peugeot 206 WRC         | 4:03.47,1 | + 4.16,4   |        |
| 9.   | 7   | François Delecour | Daniel Grataloup | Mitsubishi Lancer WRC   | 4:05.06,4 | + 5.35,7   |        |
| 10.  | 15  | Toni Gardemeister | Paavo Lukander   | Škoda Octavia WRC Evo 2 | 4:06.13,1 | + 6.42,4   |        |

| Predecesor: -               | WRC 2002            | Sucesor: Suecia 2002     |
| Predecesor: Montecarlo 2001 | Rally de Montecarlo | Sucesor: Montecarlo 2003 |